# Старе-Поле (гмина)
Старе-Поле (пол. Stare Pole) — сельская гмина (волость) в Польше, входит как административная единица в Мальбурский повет, Поморское воеводство. Население — 4575 человек (на 2004 год).
В гмину входят Злотово, Зомброво, Качинос, Кжижаново, Кикойты, Клавки, Клеце, Крашево, Крулево, Шлагново, Яновка.

## Демография
| Перепись                       | Всего   | Всего | Женщины | Женщины | Мужчины | Мужчины |
| ------------------------------ | ------- | ----- | ------- | ------- | ------- | ------- |
| Единицы                        | человек | %     | человек | %       | человек | %       |
| Население                      | 4575    | 100   | 2264    | 49,5    | 2311    | 50,5    |
| Плотность населения (чел./км²) | 57,4    | 57,4  | 28,4    | 28,4    | 29      | 29      |

## Соседние гмины
1. Гмина Дзежгонь
2. Гмина Гроново-Эльблонске
3. Гмина Мальборк
4. Гмина Маркусы
5. Гмина Новы-Став
6. Гмина Стары-Тарг